# Schlacht um die Mareth-Linie
Die Schlacht an der Mareth-Linie war ein Angriff der britischen 8. Armee während des Tunesienfeldzuges im Zweiten Weltkrieg. Der Angriff unter General Bernard Montgomery erfolgte gegen die Mareth-Linie, welche von der italienischen 1. Armee  unter General Giovanni Messe verteidigt wurde. Der Angriff war die erste große Operation der britischen 8. Armee seit der Zweiten Schlacht von El Alamein 4 1⁄2 Monate zuvor.

## Beteiligte Verbände

### Britische 8. Armee
(General Sir Bernard Montgomery)

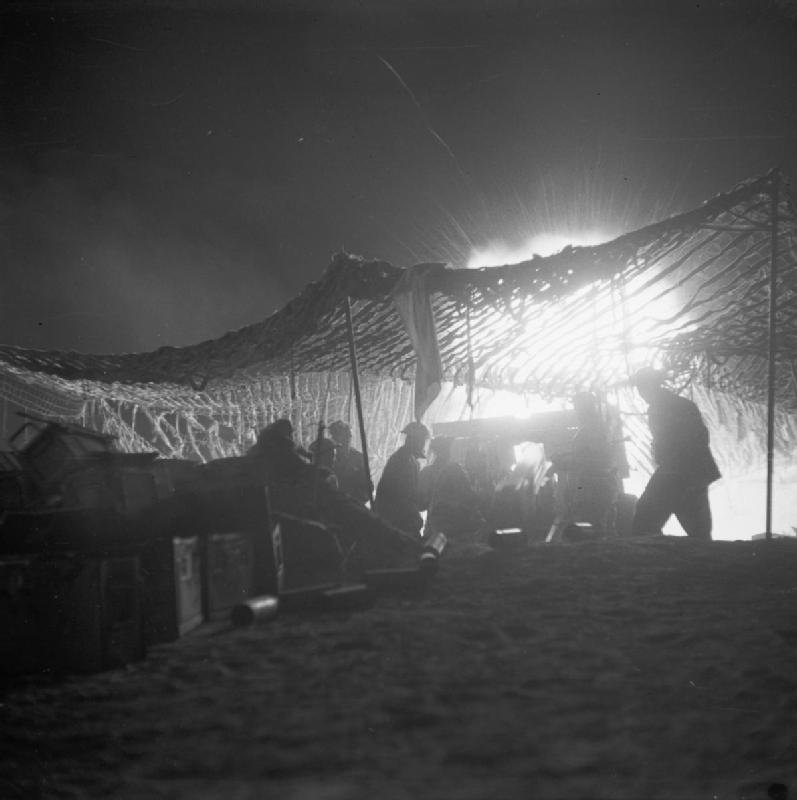
Eine britische 25-Pfund-Feldkanone im Einsatz bei Nacht, während des Angriffs auf die Mareth-Linie

XXX Corps (Generalleutnant Oliver Leese)
- 50th (Northumbrian) Infantry Division
- 51st (Highland) Infantry Division
- 4th Indian Infantry Division
- 201st Guards Brigade
- 23rd Armoured Brigade

New Zealand Corps (Lieut.-General Bernard Freyberg)
- 2nd New Zealand Division
- 8th Armoured Brigade
- 1st King’s Dragoon Guards
- 64th Medium Regiment, Royal Artillery
- 57th Anti-Tank Regiment, Royal Artillery
- Eine Batterie des 53rd Light Anti-Aircraft Regiment, Royal Artillery
- Leclerc Force (mit einem griechischen Geschwader)

X Corps (Lieut.-General Brian Horrocks)
- 1st Armoured Division
- 7th Armoured Division (darunter die 4 Light Armoured Brigade und Teile der King’s Dragoon Guards)
- Free French Flying Column

### Italienische1. Armee
(General Giovanni Messe)
Italienisches XX. Korps (General Berardi)
- 136. Infanteriedivision Giovani Fascisti
- 101. motorisierte Division Triest
- deutsche 90. leichte Afrikadivision

Italienisches XXI. Korps (General Orlando)
- 80 Infanteriedivision La Spezia (Luftlandetruppen)
- 16. motorisierte Division Pistoia
- deutsche 164. leichte Afrika-Division

In Reserve
- 15. Panzerdivision in Tebaga
- Sahara-Gruppe zur freien Verfügung
- 21. Panzerdivision in Gafsa
- 10. Panzerdivision
- 131. Panzerdivision „Centauro“

Die 19. Flakdivision, mit sechzehn 88 mm Batterien und mehrere 20 mm Flak-Batterien, war an der Küste, die 1. Luftwaffe Brigade, wenig stärker als ein Bataillon, war hinter der Division Giovani Fascisti und dem Panzergrenadierregiment Afrika längs der Straße Gabès-Mareth positioniert. Diese und die deutsche 164. leichte Afrika-Division waren die einzigen verfügbaren mobilen Infanteriegruppen.

## Verlauf
Am 16. März versuchten Verbände der britischen 8. Armee an der Mareth-Linie beim Wadi Zig-Zaou einen Durchbruch. Obwohl 620 britische gegen nur 91 italienische Panzer zum Einsatz kamen, scheiterte der Angriff des britischen XXX. Korps am zähen italienischen Widerstand.

### Operation Pugilist
Am 19. März 1943 begann eine neue Offensive (Deckname: Operation Pugilist), mit dem Ziel einen Brückenkopf jenseits der Marethlinie zu errichten.  Während die indische 4. Division (General Tuker) vom Matmata-Gebirge gegen die feindliche Flanke angriff, sollte die Infanterie des X. Korps und die 1. Panzer-Division (General R. Briggs) der neuseeländischen 2. Division (General L. M. Inglis) nachfolgen. Der 50. (nordumbrischen) Infantry-Division (Generalmajor John S. Nichols) gelang es, in der Nähe von Zarat in die italienische Linie einzudringen. Während das neuseeländische Korps am 21. März in die Schlacht eingeführt wurde, begann die deutsche 21. Panzerdivision Gegenstöße nach Westen, um die Italiener in der Lücke von El Hamma zu unterstützen, die 164. leichte Division zog sich durch die Hügel nordwestlich von Toudjane und Matmata zurück.
Das neuseeländische Korps griff das deutsche Afrikakorps am 21. März im Tebaga Gap an, aber die Fortschritte in den nächsten vier Tagen, die gegenüber der 164. leichten Division (General von Liebenstein) und der 21. Panzerdivision (Generalmajor Hildebrandt) erreicht wurden, waren zu langsam, doch der Zugang zum Gap war gesichert.
An der Mareth-Linie machte das XXX. Korps derweil einige Fortschritte, aber es gab keinen Durchbruch. Das dortige Gelände verhinderte den großräumigen Einsatz von Panzern und Panzerabwehrgeschützen, wodurch die Infanterie isoliert blieb.
Erst am 23. März konnten die Alliierten einen Brückenkopf am linken Ufer sichern. Der Ausbruch aus diesem gebildeten Brückenkopf misslang zunächst aufgrund der Gegenangriffe der Achsenmächte. Um den Gegner über die weiteren Angriffsabsichten zu täuschen, wurde zusätzlich die 7. Panzerdivision (General G. W. Erskine) nach vorne gezogen.

### Operation Supercharge II
Daraufhin plante General Montgomery für sein XXX Corps ein weiteres Flankenmanöver (Deckname: Operation Supercharge II) über die Frontlücke bei Tebaga.
Am 26. März um 16 Uhr Nachmittag griffen die Truppen unter General Horrocks mit starker Unterstützung von Luftstreitkräften an. Dabei wurden 22 Staffeln von Jagdflugzeugen der Typen Spitfire, Hurricane und „Kitty“-Jagdbomber eingesetzt.
Vor den mobilen deutschen Einheiten hatten sich die Italiener auf einer neuen Verteidigungslinie organisiert. In der Nacht auf den 29. März drohte eine britische Panzergruppe aus dem Süden, die deutsche Kampfgruppe von Liebenstein abzuschneiden, nachdem sie zum Schutz der Flanke der 15. Panzerdivision (Generalmajor Borowietz) eingeschoben worden war und damit den Zugang zum Gebiet östlich von Djebel Halouga aufrechterhielt. Die deutsche 15. und 21. Panzerdivision und ein Teil der 90. leichten Division gingen als Armeereserven im Gebiet westlich und südwestlich von Cekhira vor, die 10. Panzerdivision (Generalmajor von Broich) rollte als Verstärkung nach El Guettar. Am 29. März nahm das neuseeländische Korps Gabès ein, was den Rückzug der Italiener aus der Mareth-Stellung erzwang. Der britische Durchbruch zwischen den Höhen von Djebel Tebascha und dem Matmata-Gebirge gelang planmäßig, die auf Le Hamma angesetzte Umfassung kam aber zu spät, um die Einkesselung der Italiener zu erreichen. Die beidseitige Bedrohung der Flanken der italienischen 1. Armee führte bis zum 31. März zum rechtzeitigen Rückzug der Italiener in das 64 km entfernte Wadi Akarit in Tunesien.